# Cumwhinton
Cumwhinton är en by i civil parish Wetheral i grevskapet Cumbria i England. Byn är belägen 6 km från Carlisle. Byn hade 512 invånare år 2021.